# آگریاس
اگریاس (نام علمی: Agrias) نام یک سرده از تیره فرچه‌پایان است.